# Din Din Din
"Din Din Din" é uma canção da cantora brasileira Ludmilla com participação de MC Pupio e MC Doguinha, composta por MC Pupio. O videoclipe foi lançado em 21 de junho de 2018 na plataforma digital VEVO.

## Lista de faixas
- Download digital

1. "Din Din Din" - 3:04[1]

## Desempenho nas tabelas musicais
| Parada (2018)                                | Melhor posição |
| -------------------------------------------- | -------------- |
| Portugal (Associação Fonográfica Portuguesa) | 7              |